# Heliotropium europaeum
La verrucaria  (Heliotropium europaeum) es una especie de planta herbácea del género Heliotropium en la familia Boraginaceae.

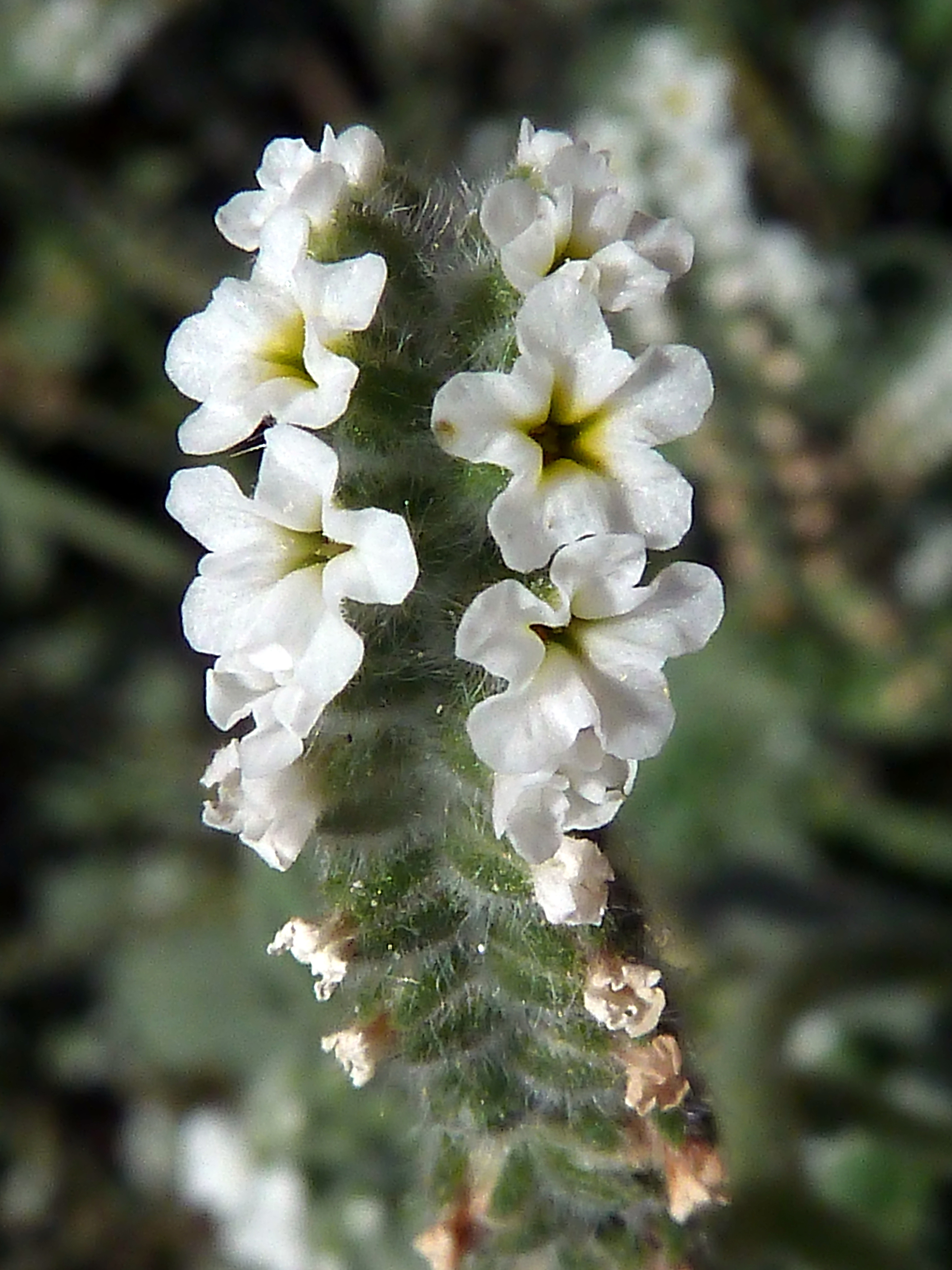
Inflorescencias (cimas escorpioides)

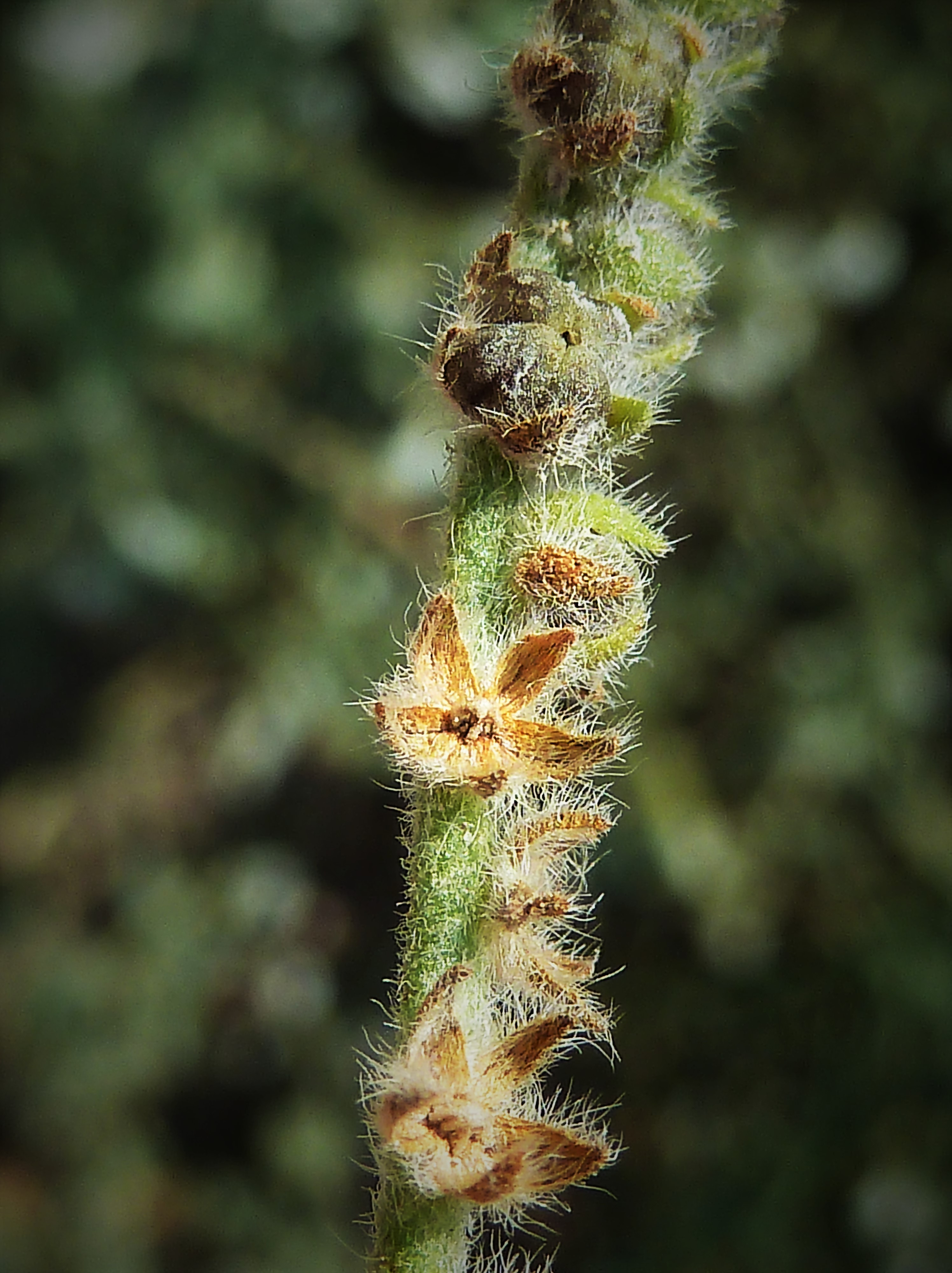
Esquizocarpos de 4 mericarpos in situ

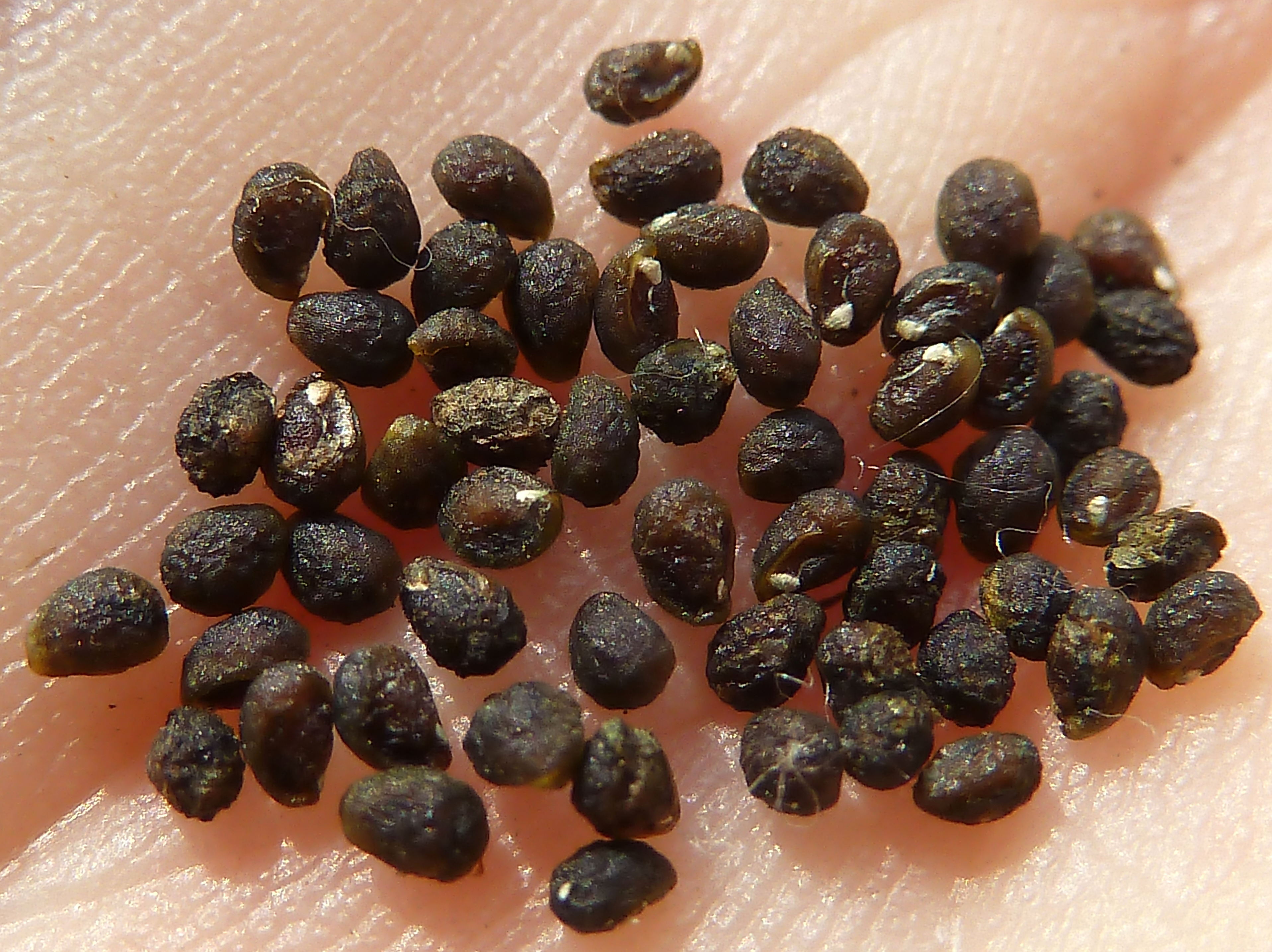
Mericarpos sueltos

## Descripción
Es una planta erecta, ampliamente ramosa, con pelos grisáceos, anual, fétida. Hojas ovadas a elípticas, de base cuneada a redondeada, pecioladas. Flores blancas o lilas, de 2-4 mm de diámetro, sépalos lineal oblongos a estrechamente triangulares, extendidos tras la floración; brácteas ausentes. Florece de junio a octubre. 

## Distribución y hábitat
La especie está distribuido por el sur, centro y norte de Europa, Macaronesia –excepto Cabo Verde–, norte de África y  suroeste de Asia. Es una especie arvense y ruderal que crece desde el nivel del mar hasta los 1750 m de altitud.

## Historia
El uso medicinal de la verrucaria es antiguo, como lo demuestra su presencia en la Capitulare de villis vel curtis imperii, una orden emitida por Carlomagno que reclama a sus campos para que cultiven  una serie de hierbas y condimentos incluyendo "solsequiam" identificada actualmente como Heliotropium europaeum.[cita requerida]

## Propiedades
Es usado como colerético, colagogo, febrífugo y emenagogo.

## Taxonomía
Heliotropium europaeum fue descrita por Carlos Linneo y publicado en Species Plantarum, vol. 1, p. 130, 1753.
Citología
Número básico de cromosomas : n=16
Etimología
- Heliotropium: prestado del Latín hēlĭŏtrŏpĭŏn, -ii derivado del Griego ήλιοτρόπιον, construido a partir de Ήλιος, el sol y τροπή, vuelta, giro, refiriéndose al movimiento que, al decir de Dioscórides y Plinio el Viejo (Historia Naturalis, 2, 109), diversas especies del género efectúan acompañando el curso del sol.
- europaeum: alusión geográfica evidente por su localización en Europa.[1]

Sinonimia
- Heliotropium majus Garsault nom. inval. [5]

## Nombres vernáculas
- Castellano: alacranera, cenizo, ferrucaria, girasol (2), haramago, heliotropio, heliotropio común, heliotropio mayor (2), heliotropios, heliotropo (6), heliotropo mayor, heliotropo silvestre, heliótropo, hierba borreguera, hierba correguera, hierba cortadera, hierba de la disentería, hierba de las verrugas (3), hierba del alacrán, hierba lacran, hierba lacrán, hierba verruguera (12), jaramago, matalacrán, matas blancas, pelusilla, pendientes, pendientitos (2), planta verruguera, tornasol (7), verrucaria (9), verruguera (9), yerba berruguera, yerba borreguera (2), yerba cornuda, yerba correguera, yerba de las verrugas, yerba verruguera. Las cifras entre paréntesis reflejan la frecuencia de uso del vocablo en España.[6]